# Bertrada af Laon
Bertrada af Laon (maj 726 i Laon – 12. juli 783 i Choisy-au-Bac) var dronning i Frankerriget 751-768.
Hun var datter af grev Charibert de Laon og barnebarn af Bertrada den ældre, stifteren af benediktinerklostret i Prüm. 

## Biografi
Efter at have hørt Bertrada berømmet for dyder og dannelse gjorde Pipin den lille, major domus i Frankerriget, hende til sin konkubine i 741, selv om han allerede var gift og havde fem børn. 
Hans første hustru var muligvis Leuthergis (født 715); de havde to kendte børn: Talendus (født ca. 737) og Berthe (født ca. 739). 
I 747 forstødte Pipin sin første hustru og sendte sine fem børn i kloster, hvorefter han giftede sig med Bertrada i 749. Efter at have afsat den frankiske konge Childerik 3. lod Pipin sig og Bertrada krone som konge og dronning over Frankerriget i 751.
Bertrada var meget aktiv som dronning: hun rådgav kongen og fulgte ham på krigstogter. Efter nogle år synes Pipin dog af nu uvisse årsager at ville forstøde hende, men paven modsatte sig det. Ved Pipins død i 768 besteg begge hendes overlevende sønner Karl og Karloman tronen, men Bertrada havde i begyndelsen stor indflydelse på dem. Hun ligger begravet i Klosterkirken Saint-Denis ved siden af sin mand.

## Børn
Oplysninger om børn og deres skæbne er behæftet med en vis usikkerhed
- Karl (742/748-814), konge i Frankerriget 768, konge af Lombardiet 774, kejser i 800
- Rothaïde (ca. 744-?), begravet i kirken St. Arnulf i Metz
- Adélaïde (ca. 746/759- 12. maj ?), nonne, begravet i kirken St. Arnulf i Metz
- Gertrude (ca. 748-?)
- Karloman (751-771), konge i frankerriget 768
- Gilles (ca. 755-?)
- Pipin (756-762)
- Giséle (757-811), abbedisse ved klostret i Chelles i 788
- Bertrada (?-?)

## Eftermæle
Kendskabet til Bertrada af Laon beror mere på den karolingske sagnkreds end på fakta. Hun er under navnet Bertrada med den store fod blevet smeltet sammen med gudinden Perchta. Også legenden om den hellige Genoveva af Brabant går tilbage til disse fortællinger.
Bertradasagaen er overleveret i ca. 20 udgaver:
- Chroniques Saintongeoise fra første halvdel af det 13. århundrede
- Berte aus grans piés, epos af Adenet le Roi fra ca. 1275
- Berta da li pe grandi, fransk-italiensk versepos
- I diverse folkebøger og prosaromaner fra Italien (Reali di Francia, ca. 1370), Frankrig og Tyskland

I disse fortællinger er hun datter af Flore og Blanziflor, og hun bliver næsten altid sat ud i skoven som brud, hvor hun bliver ombyttet med en falsk Bertrada. Senere bliver den ægte Bertrada fundet igen og identificeret ved hjælp af fødderne: den ene er større end den anden.
Senere bearbejdelser af stoffet findes hos:
- Karls des Großen Geburt und Jugendjahre fra 1816 af Friedrich de la Motte Fouqué
- Bertha, die Spinnerin fra 1845 af Karl Simrock
- Die Königsmacherin fra 2005 af Martina Kempff , roman om Karl den stores mor.

## Fodnoter
1. ↑  Oplysninger om Pipins fem børn af første ægteskab stammer fra den franske wiki, men savner indtil videre nærmere kildeangivelse.
2. ↑  Internetside. Kildeangivelser findes
3. ↑  Internetside med anetavle. Kilder er ikke angivet. Nogle af oplysningerne stemmer overens med den tyske Wiki.